# SSC Skellefteå
SSC Skellefteå AB är ett företag i Skellefteå i Västerbotten som tillverkar projektanpassade snickerier. Det har funnits sedan 1959 och grundades för att samordna flera produktionsresurser inom olika produktkategorier och på så sätt skapa möjligheter för miljöer i trä till offentlig byggnation. 
Affärsmodellen omfattar såväl rådgivning och försäljning som produktion och montage.
SSC bildades 1959 när fristående fabriker gick samman i Skellefteå Snickericentral ekonomisk förening som under gemensamt varumärke och i samverkan agerar på marknaden. Idag är SSC Skellefteå AB ett fristående bolag och en av Sveriges ledande leverantör av snickeriprodukter såsom fönster, dörrar, inredning och glaspartier. Sedan 2011 erbjuder man montage av sina produkter via sitt dotterbolag SSC Entreprenad AB.
Bolagets huvudsegment är skolor och utbildning, vård och omsorg, kriminalvård och anstalter samt för fönstersidan ROT-marknaden på bostad.